# Florent Jodoin
Joseph Nöel Florent Jodoin (24 de dezembro de 1922 — 9 de março de 2008) foi um ciclista canadense. Ele representou o Canadá nos Jogos Olímpicos de Verão de 1948, em Londres.